# Газ (тканина)

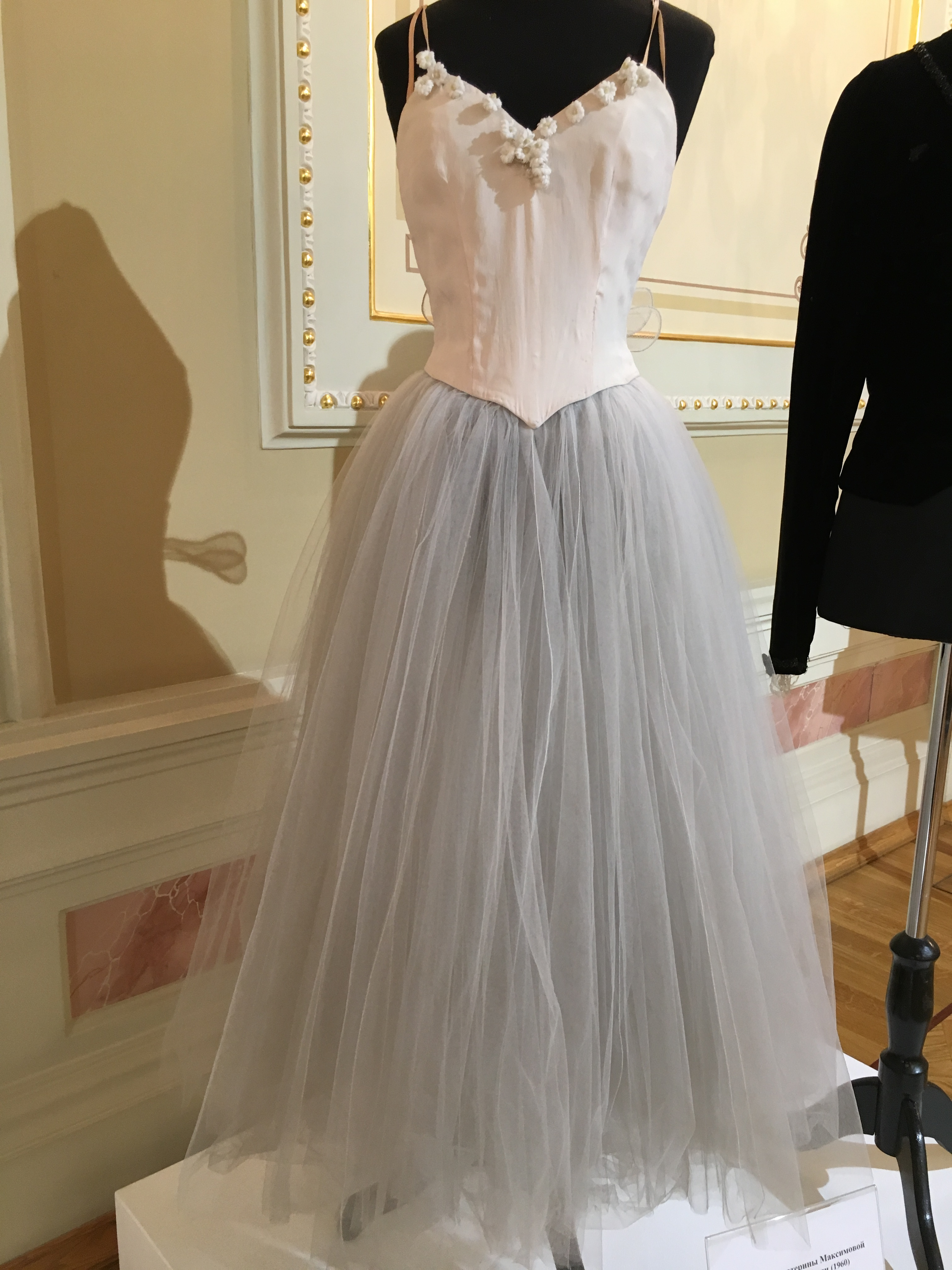
Газова пачка балерини К. С. Максимової (балет «Жизель»)

Газове переплетення: нитки основи обплітають нитки утоку.

Газ — тонка, напівпрозора тканина з вільним відкритим переплетенням волокон. У процесі ткання дві нитки основи переплітаються з однією ниткою утоку і не ущільнюються при цьому. За рахунок простору між нитками газ виробляється ніжним і напівпрозорим.
Слово газ очевидно, через російське, і, можливо, польське посередництво походить від фр. gāze, що утворене від назви міста Газа в Палестині, або пов'язане (через ісп. gasa «прозора тонка тканина») з араб. і перс. غزة («шовк»).

## Газові тканини
Під загальною назвою газових тканин об'єднуються матерії, нитки основи й утоку яких не прилягають одна до одієї впритул, а відділені проміжками. Для їхнього виготовлення застосовуються як полотняне переплетення, так і власне газове. Перше використовується для ткання канви, серпанку, крепу, марлі, деяких сортів газу (gaze unie), волосяних сит. Основа набирається таким чином, що нитки просилюються в бердо з пропуском певного числа зубців (залежно від розміру вічок тканини), а пересування цієї основи регулюється так, щоб послідовні прольоти човника здійснювалися на відстанях, відповідних розмірам вічок. Газове переплетення застосовується для газових тканин у вузькому сенсі, тобто барежу, газу-флеру, візерунчастого газу, тканих мережив тощо. Для нього на окремих навоях навиваються дві основи: корінна та перевивальна. Кожна пара ниток основи розташовується в тканині таким чином, що одна з ниток постійно перекривається нитками утоку, а друга, навпаки, їх перекриває; і в проміжку між сусідніми утоковими нитки основи одна з однією перехрещуються, при цьому права переходить на ліву сторону і навпаки.

## Використовування
Використовувався для балетних пачок, вуалей. Наприкінці XIX століття були в моді бальні газові сукні на атласному або сатиновому чохлі. У наш час газ вживається здебільшого для оздоблення, особливо він популярний для весільних прикрас.